# ويد كيز
ويد كيز هو سياسي أمريكي، ولد في 10 أكتوبر 1821 في مورسفيل في الولايات المتحدة، وتوفي في 2 مارس 1879 في فلورنس في الولايات المتحدة. نشط حزبياً في الحزب الديمقراطي.